# غدد سروزی
غدد سروزی (به انگلیسی: Serous glands) گروهی از غدد هستند که مایعی به‌نام سروز یا خونابه را ترشح می‌کنند. گروهی از سلول‌های آسینی، ترشح سروز را بر عهده دارند. سروز مایعی ایزوتونیک با پلاسمای خون است که حاوی آنزیم‌هایی مانند آلفا آمیلاز است.
غدد سروزی عمدتاً در غدد بناگوشی و غدد اشکی موجود هستند اما در غدد زیرآرواره‌ای و تا حد بسیار کمتری در غدد زیرزبانی نیز وجود دارند.